# Dobrești (Fehér megye)
Dobrești falu Romániában, Erdélyben, Fehér megyében.

## Fekvése
Felsőgirda mellett fekvő település.

## Története
Dobreşti egyike az Erdélyi-szigethegység magasabb régiójában fekvő apró, elszórt házakból álló településeinek.[forrás?] Dobreşti korábban Felsőgirda része volt, 1956 körül lett külön település 57 lakossal. 1966-ban 218, 1977-ben 165, 1992-ben 67, a 2002-es népszámláláskor 64 román lakosa volt.